# Nekrolog 1654
Nekrolog
◄◄
| ◄
| 1650
| 1651
| 1652
| 1653
| 1654 | 1655 | 1656 | 1657 | 1658 | ► | ►►
Weitere Ereignisse | Allgemeiner Nekrolog 1654
Die Beschreibung der verstorbenen Person sollte so kurz wie möglich gehalten sein und nur deren signifikante Tätigkeit(en) enthalten.
Neue Namen ggf. auch unter dem Geburts- und Sterbedatum, also etwa unter 1. Januar und im Geburts- und Sterbejahr (2024) eintragen (nur bei entsprechender großer Wichtigkeit). Für Beispiele siehe die schon vorhandenen Artikel.
Außerdem über die fünf zuletzt Verstorbenen, zu denen es einen ausreichend guten Artikel für eine Präsentation auf der Hauptseite gibt, nach der todesbedingten Überarbeitung der Artikel ggf. auch unter Wikipedia Diskussion:Hauptseite informieren und sie am besten auch in den anderen Wikipedia-Sprachversionen eintragen. Tipp: Regelmäßig bei news.google.de nach „ist tot“, „gestorben“ oder „verstorben“ suchen.
Wenn eine Person gestorben ist, gibt es viele Seiten zu dieser Person in der Wikipedia, die davon auch betroffen sind und entsprechend aktualisiert werden müssen. Beispiele: Namenübersichtsseite, Geburtsjahr, Geburtsort-Seiten und viele mehr.
Wie finde ich die betroffenen Seiten?
Im Suchfeld auf der linken Seite gibt man den Suchbegriff so ein: „Vorname Nachname“. Dann klickt man auf Volltext und alle Seiten mit entsprechendem Suchtext werden aufgerufen. Hier sieht man dann schnell, wo auch das Todesjahr Sinn macht oder sogar ein Teil des Artikels angepasst werden muss. Auch hilft das „Werkzeug“ auf der linken Seite sehr gut, um solche Seiten aufzufinden: „Links auf diese Seite“. Somit ist die Wikipedia wieder aktuell in allen Bereichen! Hinweis: bei Eintragung der Kategorie „Gestorben JAHR“ wird der Missbrauchsfilter 49 ausgelöst, was jedoch nicht schlimm ist. Siehe: Spezial:Missbrauchsfilter/49
Dies ist eine Liste von im Jahr 1654 verstorbenen bekannten Persönlichkeiten. Die Einträge erfolgen innerhalb der einzelnen Daten alphabetisch sortiert. Tiere sind im Nekrolog für Tiere zu finden.

## Januar
| Tag        | Name                 | Beruf, bekannt als                                                        | Alter | Beleg |
| ---------- | -------------------- | ------------------------------------------------------------------------- | ----- | ----- |
| 2. Januar  | Antoine Brun         | Anwalt in Dole                                                            | 54    |       |
| 3. Januar  | Matsunaga Teitoku    | japanischer Dichter und Gelehrter                                         |       |       |
| 4. Januar  | Matthäus Crocinus    | deutscher Maler                                                           |       |       |
| 4. Januar  | Johannes Major       | deutscher lutherischer Theologe                                           | 89    |       |
| 4. Januar  | Johann Adolf Tassius | deutscher Mathematiker und Professor am Akademischen Gymnasium in Hamburg |       |       |
| 6. Januar  | Dominikus Tschudi    | Schweizer Benediktinermönch, Abt des Klosters Muri                        | 56    |       |
| 8. Januar  | Johannes Hildbrand   | Schweizer Bürgermeister und Münzmeister                                   | 73    |       |
| 10. Januar | Nicholas Culpeper    | englischer Apotheker, Arzt und Astrologe                                  | 37    |       |
| 10. Januar | Georg Winckler       | Kaufmann in Leipzig                                                       | 71    |       |
| 17. Januar | Paulus Potter        | niederländischer Kunstmaler des Barock                                    |       |       |
| 27. Januar | Mathias Lorentisch   | italienischer Steinmetzmeister des Barock                                 |       |       |

## Februar
| Tag         | Name            | Beruf, bekannt als                    | Alter | Beleg |
| ----------- | --------------- | ------------------------------------- | ----- | ----- |
| 6. Februar  | Francesco Mochi | italienischer Bildhauer               | 73    |       |
| 8. Februar  | Luca Ferrari    | italienischer Maler                   | 48    |       |
| 17. Februar | Michael Lohr    | deutscher Komponist                   | 62    |       |
| 21. Februar | Jacob Kockert   | Philologe, Autor, Pädagoge            |       |       |
| 26. Februar | Peter Schrader  | deutscher Münzwardein und Münzmeister |       |       |

## März
| Tag      | Name                              | Beruf, bekannt als                                      | Alter | Beleg |
| -------- | --------------------------------- | ------------------------------------------------------- | ----- | ----- |
| 6. März  | Sebastian Beck                    | Schweizer evangelischer Geistlicher und Hochschullehrer | 70    |       |
| 7. März  | Ernst Gottlieb                    | Fürst von Anhalt-Plötzkau                               | 33    |       |
| 9. März  | Pedro Álvarez de Toledo y Leiva   | Vizekönig von Peru                                      |       |       |
| 9. März  | Johann Jakob Blarer von Wartensee | Fürstpropst von Ellwangen                               |       |       |
| 13. März | Johannes Hoppe                    | deutscher Mediziner                                     | 37    |       |
| 14. März | Pietro Francesco Costa            | italienischer Geistlicher und Bischof von Albenga       | 60    |       |
| 17. März | Engelhard I. Göler von Ravensburg | Reichsritter und Obervogt                               | 83    |       |
| 17. März | Georg Mancelius                   | deutsch-baltischer lutherischer Theologe                | 60    |       |
| 17. März | Anna Techtermann                  | Äbtissin der Abtei Magerau                              |       |       |
| 21. März | Jean-François de Gondi            | französischer Erzbischof                                |       |       |
| 21. März | Albert Lucenius                   | Jesuit, apostolischer Protonotar und Generalvikar       |       |       |
| 31. März | Conrad Seiser                     | österreichischer Glockengießer                          | 43    |       |

## April
| Tag       | Name                        | Beruf, bekannt als                                 | Alter | Beleg |
| --------- | --------------------------- | -------------------------------------------------- | ----- | ----- |
| 3. April  | Samuel Scheidt              | deutscher Komponist, Organist und Hofkapellmeister |       |       |
| 5. April  | Jacobus Trigland der Ältere | niederländischer reformierter Theologe             | 70    |       |
| 19. April | Matei Basarab               | Herrscher des Fürstentums Walachei                 |       |       |
| 19. April | Ottilia Preußing            | Opfer der Hexenprozesse in Bad Homburg             |       |       |
| 22. April | Hans Putmans                | Gouverneur von Niederländisch-Formosa              |       |       |

## Mai
| Tag     | Name                        | Beruf, bekannt als                                                      | Alter | Beleg |
| ------- | --------------------------- | ----------------------------------------------------------------------- | ----- | ----- |
| 1. Mai  | Lorenz Luden                | deutscher neulateinischer Dichter                                       |       |       |
| 8. Mai  | Johann Heinrich von Stammer | deutscher Domherr und Rittergutsbesitzer                                | 50    |       |
| 12. Mai | Burchard Lösekanne          | deutscher Kaufmann                                                      |       |       |
| 21. Mai | Elizabeth Poole             | englische Siedlerin, Gründerin der Stadt Taunton in Massachusetts       | 65    |       |
| 31. Mai | Hippolyt Guarinoni          | Schriftsteller, Gelehrter und Arzt                                      | 82    |       |
| Mai     | Germain Habert              | französischer Schriftsteller und Abt von Saint-Vigor de Cerisy-la-Forêt |       |       |

## Juni
| Tag      | Name                    | Beruf, bekannt als                                                              | Alter | Beleg |
| -------- | ----------------------- | ------------------------------------------------------------------------------- | ----- | ----- |
| 10. Juni | Alessandro Algardi      | italienischer Bildhauer und Architekt                                           | 55    |       |
| 13. Juni | Cornelius Tollius       | niederländischer Historiker und Philologe                                       |       |       |
| 27. Juni | Johann Valentin Andreae | deutscher Schriftsteller, Mathematiker, Theologe                                | 67    |       |
| 28. Juni | John Southworth         | englischer katholischer Priester, Märtyrer und Heiliger der katholischen Kirche |       |       |

## Juli
| Tag      | Name               | Beruf, bekannt als                                                              | Alter | Beleg |
| -------- | ------------------ | ------------------------------------------------------------------------------- | ----- | ----- |
| 6. Juli  | Oelgard von Passow | Kammerzofe am dänischen Hof und später Kreditgeberin und Mäzenin in Mecklenburg | 60    |       |
| 9. Juli  | Ferdinand IV.      | König des Heiligen Römischen Reiches, von Böhmen und Ungarn                     | 20    |       |
| 10. Juli | İslâm III. Giray   | Khan des Krimkhanats                                                            |       |       |
| 14. Juli | William Forbes     | Soldat und Söldner                                                              | 40    |       |
| 23. Juli | Orazio Grassi      | italienischer Mathematiker, Astronom und Architekt                              | 71    |       |

## August
| Tag        | Name             | Beruf, bekannt als | Alter | Beleg |
| ---------- | ---------------- | --- | ----- | ----- |
| 1. August  | Balthasar Gloxin | deutscher Jurist und herzöglicher Rat                                                                                  | 53    |       |
| 9. August  | Remigius Winckel | deutscher Benediktinerabt                                                                                              |       |       |
| 11. August | Jakob Fabricius  | lutherischer Theologe und Kirchenliederdichter                                                                         | 61    |       |
| 12. August | Cornelius Haga   | erster niederländische Botschafter im Osmanischen Reich                                                                | 76    |       |
| 18. August | Hans Scham       | südschwäbischer Bildhauer                                                                                              |       |       |
| 25. August | Maria Schnökel   | Opfer der Hexenverfolgung in Rinteln                                                                                   |       |       |
| 28. August | Axel Oxenstierna | schwedischer Kanzler                                                                                                   | 71    |       |
| 31. August | Olaus Wormius    | dänischer Prähistoriker, Reichs-Antiquar von Dänemark und gilt als einer der Begründer der skandinavischen Archäologie | 66    |       |

## September
| Tag           | Name                                       | Beruf, bekannt als                                                   | Alter | Beleg |
| ------------- | ------------------------------------------ | -------------------------------------------------------------------- | ----- | ----- |
| 6. September  | Christian I.                               | Pfalzgraf von Pfalz-Bischweiler                                      | 56    |       |
| 7. September  | Michael Brüggemann                         | deutscher evangelischer Theologe                                     |       |       |
| 7. September  | Jomtow Lipmann Heller                      | jüdischer Gelehrter                                                  |       |       |
| 8. September  | Petrus Claver                              | spanischer Jesuit, Missionar und Priester                            | 74    |       |
| 8. September  | Salome von Pflaumern                       | erste Priorin der Benediktinerinnenabtei zur Heiligen Maria in Fulda |       |       |
| 8. September  | Albert von Priamis                         | Bischof von Lavant                                                   |       |       |
| 9. September  | Johannes Fortmann                          | deutscher Bibliothekar                                               | 77    |       |
| 10. September | Georg König                                | deutscher lutherischer Theologe                                      | 64    |       |
| 13. September | Johannetta Elisabeth von Nassau-Dillenburg | Gräfin aus dem Haus Nassau-Dillenburg                                | 61    |       |
| 15. September | Cornelis Bicker                            | Bürgermeister und Regent von Amsterdam                               | 61    |       |
| 25. September | Tobias Olfen                               | Braunschweiger Bürgermeister und Chronist                            | 57    |       |
| 27. September | Louis de Lorraine, duc de Joyeuse          | Herzog von Joyeuse, Fürst von Joinville                              | 32    |       |
| 29. September | Georg Johann II.                           | Pfalzgraf von Guttenberg, Pfalzgraf von Lützelstein                  | 68    |       |
| 29. September | Hugo Sempilius                             | schottischer Jesuit und Mathematiker                                 |       |       |
| September     | Diego de Pontac                            | spanischer Kapellmeister und Komponist                               | ≈51   |       |

## Oktober
| Tag         | Name                       | Beruf, bekannt als                                                                  | Alter | Beleg |
| ----------- | -------------------------- | ----------------------------------------------------------------------------------- | ----- | ----- |
| 12. Oktober | Carel Fabritius            | holländischer Maler und Schüler Rembrandts                                          |       |       |
| 16. Oktober | Hercule de Rohan           | Herzog von Montbazon, Pair von Frankreich, Fürst von Guéméné und Graf von Rochefort | 86    |       |
| 23. Oktober | Georg von Nißmitz          | kursächsischer Hofmeister und Verwaltungsbeamter                                    | 78    |       |
| 30. Oktober | Go-Kōmyō                   | japanischer Kaiser                                                                  | 21    |       |
| 31. Oktober | Francisco Correa de Arauxo | andalusischer Organist und Komponist                                                |       |       |

## November
| Tag          | Name                      | Beruf, bekannt als                                        | Alter | Beleg |
| ------------ | ------------------------- | --------------------------------------------------------- | ----- | ----- |
| 4. November  | Jacques Le Pailleur       | französischer Dichter und Mathematiker                    |       |       |
| 7. November  | Hans Zacharias von Rochow | deutscher Geheimrat, Kanzler und Premierminister          | 51    |       |
| 26. November | Giovanni Battista Altieri | italienischer Bischof und Kardinal                        | 65    |       |
| 27. November | Pieter Meulener           | flämischer Maler                                          | 52    |       |
| 29. November | Olena Sawysna             | ukrainische Volksheldin                                   |       |       |
| 30. November | William Habington         | englischer Dichter                                        | 49    |       |
| 30. November | John Selden               | englischer Jurist, Religionswissenschaftler und Gelehrter | 69    |       |

## Dezember
| Tag          | Name                        | Beruf, bekannt als                                               | Alter | Beleg |
| ------------ | --------------------------- | ---------------------------------------------------------------- | ----- | ----- |
| 9. Dezember  | Pius Reher                  | Abt des Benediktinerklosters St. Gallen und Fürstabt (1630–1654) |       |       |
| 25. Dezember | Anton Matthäus II.          | deutscher Rechtswissenschaftler                                  | 53    |       |
| 27. Dezember | Peter Oelhaf                | deutscher Jurist und Historiker                                  | 55    |       |
| 27. Dezember | Theodor Zwinger der Jüngere | Schweizer reformierter Pfarrer und Theologieprofessor            | 57    |       |

## Datum unbekannt
| Tag | Name               | Beruf, bekannt als                                             | Alter | Beleg |
| --- | ------------------ | -------------------------------------------------------------- | ----- | ----- |
|     | Giacomo Badoaro    | italienischer Librettist und Politiker der Republik Venedig    |       |       |
|     | Charles Cavendish  | britischer Mathematiker, Politiker und Patron der Wissenschaft |       |       |
|     | David Kirke        | englischer Abenteurer, Händler, Kolonisator und Gouverneur     |       |       |
|     | Jacques Lemercier  | französischer Architekt                                        |       |       |
|     | Niccolò Longobardo | Jesuit der Chinamission                                        |       |       |
|     | Edward Misselden   | englischer Kaufmann und Autor ökonomischer Schriften           |       |       |
|     | Jacob Ørn          | dänischer Musiker und Komponist                                |       |       |
|     | Wilhelm von Proeck | Mitglied der Fruchtbringenden Gesellschaft                     |       |       |
|     | Karel Slabbaert    | niederländischer Maler                                         |       |       |
|     | Daniel Stahl       | deutscher Philosoph und Hochschullehrer                        |       |       |
|     | Thomas Willeboirts | flämischer Historienmaler                                      |       |       |